# Madona s ščinkavcem
Madona s ščinkavcem ali Madona del cardellino je slika italijanskega renesančnega umetnika Rafaela iz okoli leta 1505–1506. Leta 2008 se je zaključil desetletni postopek restavriranja, po katerem je bila slika vrnjena v galerijo Uffizi v Firencah. Med restavriranjem je antična kopija nadomeščala sliko v galeriji.

## Slikar
Rafael velja za mojstra visoke renesanse, ki si vzdevek deli z Michelangelom in Leonardom da Vincijem. Rodil se je leta 1483 in umrl leta 1520, živel slabih sedemintrideset let. Kljub razmeroma kratki življenjski dobi je bil ves čas zelo vpliven. Produciral je ogromno del v različnih medijih. Bil je aktiven v arhitekturi, grafiki, slikanju in risanju. V prvi polovici kariere je več let potoval po severni Italiji, nanj pa so vplivali florentinski slogi, ki jih je videl tam, zaradi česar je ta del imenovan njegovo florentinsko obdobje. Po tem se je leta 1508 preselil v Rim, kjer je nadaljeval z delom. Mnoga njegova naročila so prišla iz Vatikana, vključno z Apostolsko palačo, ki je prinesla eno njegovih najbolj znanih del, Atensko šolo. Zaradi odnosa s cerkvijo sta bila z Michelangelom huda tekmeca in sta se pogosto potegovala za ista naročila. V svojem florentinskem obdobju je bilo delo Madona s ščinkavcem, naslikano skupaj z več drugimi znanimi Madonami: Madona na travniku in La Belle Jardinière. Vse tri imajo več značilnosti: Madona je oblečena v rdečo in modro, naslikane so iste tri teme, piramidalna kompozicija, narava v ozadju in navezava na cerkev s predstavitvijo knjig, križev ali ščinkavca.

## Slika
Rafael je v tej sliki, tako kot v večini Madon iz svojega florentinskega obdobja, naslikal tri figure - Marijo, Kristusa in mladega Janeza Krstnika – in jih postavil v geometrijsko obliko. Čeprav so položaji treh teles naravni, skupaj tvorijo skoraj pravilen trikotnik. Madona je prikazana mlada in lepa, kot pri drugih Rafaelovih Madonah. Oblečena je v rdečo in modro, tudi značilno, ker rdeča pomeni Kristusov pasijon, modra pa je bila označena za cerkev. Kristus in Janez sta še zelo mlada, skoraj dojenčka. Janez drži v roki ščinkavca, Kristus pa se ga poskuša dotakniti. Ozadje je značilno za Rafaela. Narava je raznolika in vendar vse mirno uokvirja osrednji predmet.
Madona je bila Rafaelovo poročno darilo njegovemu prijatelju Lorenzu Nasiju. 17. novembra 1548 je Nasijevo hišo porušil potres in slika se je razbila na sedemnajst kosov. Takoj so jo vzeli za reševanje in  na hitro spravili skupaj, čeprav so bili šivi precej vidni. Leta 2002 je George Bonsanti iz organizacije Precious Stones dal nalogo restavriranja Patriziji Riitano. Med šestletnim postopkom, ki je sledil, je njena ekipa odstranila leta umazanije, ki so poslabšala barvo slike in odpravila škodo, ki jo je že zdavnaj storil potres. Preden so začeli projekt, so čim bolj natančno preučili delo in uporabili vire, kot so rentgenski žarki, CAT-skeniranje, odsevne infrardeče fotografije in celo laserji. Riitanova je natančno preučila pretekle nanašalne sloje in jih odstranila, dokler ni originalni Rafael končno zasijal. Restavriranje je bilo končano leta 2008, slika pa je bila postavljena na ogled v galeriji Uffizi.
V Madoni s ščinkavcem ščinkavec predstavlja Kristusovo križanje. Ptice so bile nekoč pogost simbol človeka v stiski, predstavljale so tesnobo lovskega plena in v Jezusovih rokah ščinkavec napoveduje njegovo žalostno usodo. Prav tako se ščinkavec hrani z osatom, ki ga povezujejo s trnovo krono. Knjiga v Marijini roki se glasi Sedes Sapientiae ali 'Prestol modrosti'. Ta izraz se običajno uporablja za slike, na katerih Marija sedi na prestolu, z Jezusom v naročju, vendar v tem primeru napis pomeni, da je skala, na kateri Marija sedi, njen naravni prestol.
V nekaterih Vasarijevih različicah je podobna slika opisana kot različica Vallombrosa, vendar ni bila nikoli identificirana.

## Druge podobne slike
- Belvederska Madona
- Marija z otrokom in Janezom Krstnikom (La Belle Jardinière)